# Renato Faloppa
Renato Faloppa (Oderzo, 17 novembre 1947) è un ex calciatore italiano, di ruolo mezzala.

## Carriera
Capitano del cosiddetto Real Vicenza, arrivò al Lanerossi nel 1970 dall'Empoli dopo essere cresciuto nel Milan.
Giunto come un rinforzo secondario, fu una pedina importante fin dal suo primo anno in biancorosso, guadagnandosi un posto da titolare con la maglia numero 10 per le tre successive, stagioni in cui il Vicenza collezionò tre salvezze.
Nel 1974-1975 retrocesse in Serie B e, nella stagione successiva, si piazzò nelle zone medio-basse della classifica.
Fu solo con l'avvento di Giovan Battista Fabbri che Faloppa si riscattò diventando leader della squadra nonché capitano per tre stagioni di seguito. Nella prima (1976-1977), il Lanerossi conquistò la promozione in Serie A vincendo il campionato cadetto (con Paolo Rossi capocannoniere); l'anno successivo la squadra si qualificò al secondo posto in Serie A dietro la Juventus e si guadagnò la qualificazione in Coppa UEFA.
La stagione 1978-1979 segnò anche la retrocessione in Serie B. A fine stagione Faloppa, dopo nove anni e 247 gare di campionato, tornò a giocare nell'Opitergina, squadra della sua nativa Oderzo.

## Statistiche

### Presenze e reti nei club
| Stagione            | Squadra             | Campionato          | Campionato | Campionato | Totale | Totale |
| Stagione            | Squadra             | Comp                | Pres       | Reti       | Pres   | Reti   |
| ------------------- | ------------------- | ------------------- | ---------- | ---------- | ------ | ------ |
| 1965-1966           | Vittorio Veneto     | D                   | 26         | 0          | 26     | 0      |
| 1966-1967           | Milan               | A                   | 0          | 0          | 0      | 0      |
| 1967-1968           | Arezzo              | C                   | 17         | 1          | 17     | 1      |
| 1968-1969           | Rimini              | C                   | 33         | 3          | 33     | 3      |
| 1969-1970           | Empoli              | C                   | 38         | 1          | 38     | 1      |
| 1970-1971           | L.R. Vicenza        | A                   | 21         | 1          | 21     | 1      |
| 1971-1972           | L.R. Vicenza        | A                   | 28         | 1          | 28     | 1      |
| 1972-1973           | L.R. Vicenza        | A                   | 30         | 2          | 30     | 2      |
| 1973-1974           | L.R. Vicenza        | A                   | 28         | 2          | 28     | 2      |
| 1974-1975           | L.R. Vicenza        | A                   | 22         | 0          | 22     | 0      |
| 1975-1976           | L.R. Vicenza        | B                   | 25         | 4          | 25     | 4      |
| 1976-1977           | L.R. Vicenza        | B                   | 37         | 8          | 37     | 8      |
| 1977-1978           | L.R. Vicenza        | A                   | 28         | 4          | 28     | 4      |
| 1978-1979           | L.R. Vicenza        | A                   | 28         | 1          | 28     | 1      |
| Totale L.R. Vicenza | Totale L.R. Vicenza | Totale L.R. Vicenza | 247        | 23         | 247    | 23     |
| Totale carriera     | Totale carriera     | Totale carriera     | 361        | 28         | 361    | 28     |

## Palmarès
- Coppa Italia: 1

Milan: 1966-1967
- Serie B: 1

L.R. Vicenza: 1976-1977